# Eleccions generals d'Irlanda del Nord de 1973
Les eleccions generals d'Irlanda del Nord de 1973 es van celebrar el 28 de juny de 1973 per a una nova Assemblea d'Irlanda del Nord després d'una reforma constitucional. Mercè els acords de Sunningdale s'acordà un govern de coalició entre unionistes, el partit de l'aliança i els socialdemòcrates catòlics, presidit per Brian Faulkner, per a l'1 de febrer de 1974. Tanmateix, els unionistes contraris a l'acord formaren el Comitè de Vaga dels Treballadors Unionistes, i el govern va caure el maig de 1974.

## Resultats
| Partit                                | Líder             | Vot popular | %     | Escons | Canvi (de 1973) |
| Partit Unionista (pro-assemblea)      | Brian Faulkner    | 182.696     | 25,3% | 24     |                 |
| SDLP                                  | Gerry Fitt        | 159.773     | 22,1% | 19     |                 |
| Partit Democràtic Unionista           | Ian Paisley       | 78.228      | 10,8% | 8      |                 |
| Partit Unionista (anti-assemblea)     | Harry West        | 76.094      | 10,7% | 7      |                 |
| Vanguard                              | William Craig     | 75.709      | 11,5% | 7      |                 |
| Aliança                               | Oliver Napier     | 66.541      | 9,6%  | 8      |                 |
| Laboristes                            | David Bleakey     | 45.113      | 8,1%  | 2      |                 |
| WBLC                                  | John Laird        | 16.869      | 2,3%  | 3      |                 |
| Unionista independent                 | Anne Dickson      | 13.775      | 1,9%  | 1      |                 |
| Clubs Republicans                     | Tomás Mac Giolla  | 13.064      | 1,0%  |        |                 |
| Nacionalistes                         | Eddie MacAteer    | 6.270       | 0,9%  |        |                 |
| Independent                           |                   | 4.091       | 0,6%  |        |                 |
| Lleialista independent                |                   | 2.752       | 0,4%  |        |                 |
| Independents pro-Paper Blanc          |                   | 2.008       | 0,3%  |        |                 |
| Nacionalista independent              |                   | 2.000       | 0,3%  |        |                 |
| Partit Republicà Laborista            | Paddy Kennedy     | 1.750       | 0,2%  |        |                 |
| Liberals                              | Albert McElroy    | 811         | 0,1%  |        |                 |
| National Front                        | John Tyndall      | 591         | 0,1%  |        |                 |
| Lleialistes Consticionals de l'Ulster |                   | 202         | 0,1%  |        |                 |
| Lleialista independent                |                   | 189         | 0,1%  |        |                 |
| Comunistes                            | Michael O'Riordan | 123         | 0,01% |        |                 |